# 上田竜太郎
上田 竜太郎（うえだ りゅうたろう、1990年6月27日 - ）は、日本出身の元ラグビーユニオン選手。

## プロフィール
- 福岡県出身[1]。
- 現役時代のポジションはプロップ(PR)。
- 身長 182cm、体重 107kg
- ニックネームはうえちゃん、りゅー。
- U20日本代表に選ばれたことがある[2]。

## 略歴
高校からラグビーを始めた。
2009年、東福岡高校卒業後、早稲田大学に入学した。なお東福岡高校時代、高校日本代表に選ばれ、第32回高校東西対抗試合の参加メンバーに選出された。　
2012年、早稲田大学ラグビー蹴球部主将に就任した。
2013年、早稲田大学卒業後、NTTコミュニケーションズシャイニングアークスに加入。なお早稲田大学時代の同級生に伊藤平一郎、中靏隆彰、中野裕太、西橋勇人、原田季郎、森田慶良、吉井耕平らがいる。
2014年1月5日に行われたジャパンラグビートップリーグ2ndステージ第5節の豊田自動織機シャトルズ戦に途中出場で公式戦初出場を果たす。
2022年7月、NTT再編に伴う新チーム浦安D-Rocks選手スコッドに選ばれた。
2023年、現役を引退した。